# Janusz Rewiński
Janusz Rewiński (16 de septiembre de 1949 - 1 de junio de 2024) fue un actor y político polaco. Miembro del Partido de los Amantes de la Cerveza de Polonia, se desempeñó en el Sejm desde 1991 hasta 1993.

## Biografía

### Familia y educación
Janusz Rewiński nació en una familia originaria de los alrededores de Równe en Volinia. Se graduó del Technikum Budowy Silników Lotniczych en Wrocław y en 1972 obtuvo su título en la Facultad de Actuación de la Academia de Arte Teatral Stanisław Wyspiański en Cracovia.Carrera artística
Durante sus estudios, actuó en los "Encuentros con la Balada" dirigidos por Wiesław Dymny y en la Piwnica Pod Baranami (donde creó el monólogo "Fiut", interpretado como "Film i ewentualnie telewizja"). Fue actor del Teatro Polaco en Poznań, donde interpretó roles como Wacław y Papkin en "La venganza" de Aleksander Fredro. Después de un debut exitoso en Poznań, actuó durante varios años con Zenon Laskowik en el cabaret Tey. En los años 80, formó un dúo notable con Bohdan Smoleń.
Ganó popularidad por sus actuaciones en el Cabaret de Olga Lipińska, donde interpretó el papel de "Miśko", un director de teatro de piel gruesa. Participó en numerosas películas como "Las aventuras del señor Kleks" y "El asesino". También actuó en series de televisión como "Zmiennicy" y "Los tigres de Europa". Se le ofreció el papel de Ferdynand Kiepski en la serie "El mundo según Kiepski", el cual rechazó.
En 1993, después de una pausa de dos años durante su mandato como diputado, regresó al Cabaret de Olga Lipińska, donde volvió a interpretar a Miśko, esta vez intentando adaptar el grupo a las exigencias de la economía de mercado. De 1998 a 2004, trabajó con Krzysztof Piasecki en el programa de cabaret "Ale plama" en TVN (el programa también se emitió brevemente en TVP). También crearon el programa "Szkoda gadać" en TVP1. Desde septiembre hasta octubre de 2010, junto con la periodista Joanna Fudala, condujo el programa "Siara w kuluarach" en la misma cadena. En 2011, participó en una campaña publicitaria de la marca Wilkinson, para la cual se afeitó su característica barba. En 2013 se convirtió en columnista de la revista semanal "W Sieci", colaborando hasta 2019.

### Actividad política y empresarial

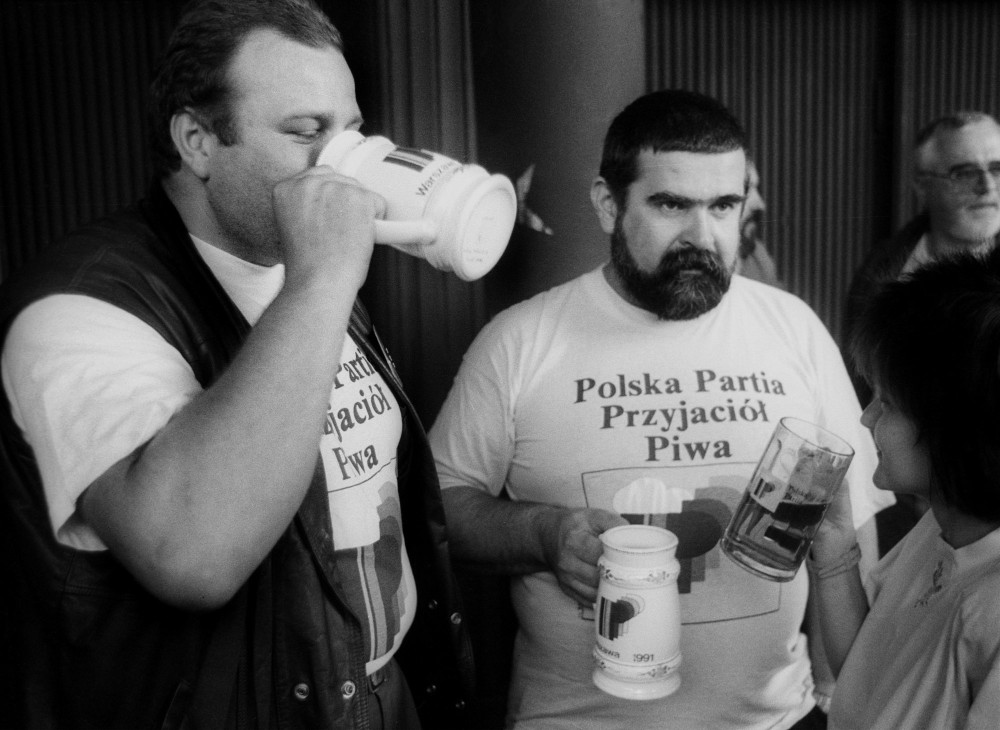
Janusz Rewiński (1991)

Participó en la realización del programa de televisión "Skauci piwni". A principios de los años 90, fue uno de los organizadores de la asociación "Skauci Piwni", que luego se convirtió en el partido político "Polska Partia Przyjaciół Piwa". En las elecciones parlamentarias de 1991, fue elegido diputado en la I legislatura por este partido. En el Sejm, lideró una de las facciones del PPPP (llamada "Gran Cerveza"), que se transformó posteriormente en el Programa Polaco Económico, cuyos diputados, en 1992, junto con los del Congreso Liberal-Democrático, formaron luego el Programa Polaco Liberal. Ese mismo año fue destituido como presidente del PPPP por los partidarios de Leszek Bubel. En las elecciones de 1993, intentó sin éxito la reelección por el KLD y luego se retiró de la vida política. En 2010, fue parte del comité de apoyo de Jarosław Kaczyński en las elecciones presidenciales. En 2015, se involucró en la campaña presidencial del candidato de PiS, Andrzej Duda. En 2019, antes de las elecciones al Sejm y al Senado, apareció en un anuncio electoral del PiS.
Fue presidente de la empresa Centrum Komputerowe Bonair USA (1994-1995) y miembro de la junta directiva de Unitra Multimedia (1995-1996). Más tarde se dedicó a la agricultura y la cría de animales.
Rewiński falleció el 1 de junio de 2024, a la edad de 74 años.